# Passo di Fórcola
Der Passo di Fórcola ist ein 2225 m ü. M. hoher Saumpass in der Tambogruppe in den Lepontinischen Alpen. Auf der Passhöhe verläuft die Grenze zwischen Italien und der Schweiz. Der Saumpass verbindet  die Gemeinde Soazza (620 m) in der Schweiz mit der Gemeinde Gordona (283 m) im Val San Giacomo in Italien. Er befindet sich zwischen dem Piz Pizasc (2591 m) im Norden und dem Piz della Forcola (2675 m) im Süden.